# Castelo de Cocentaina

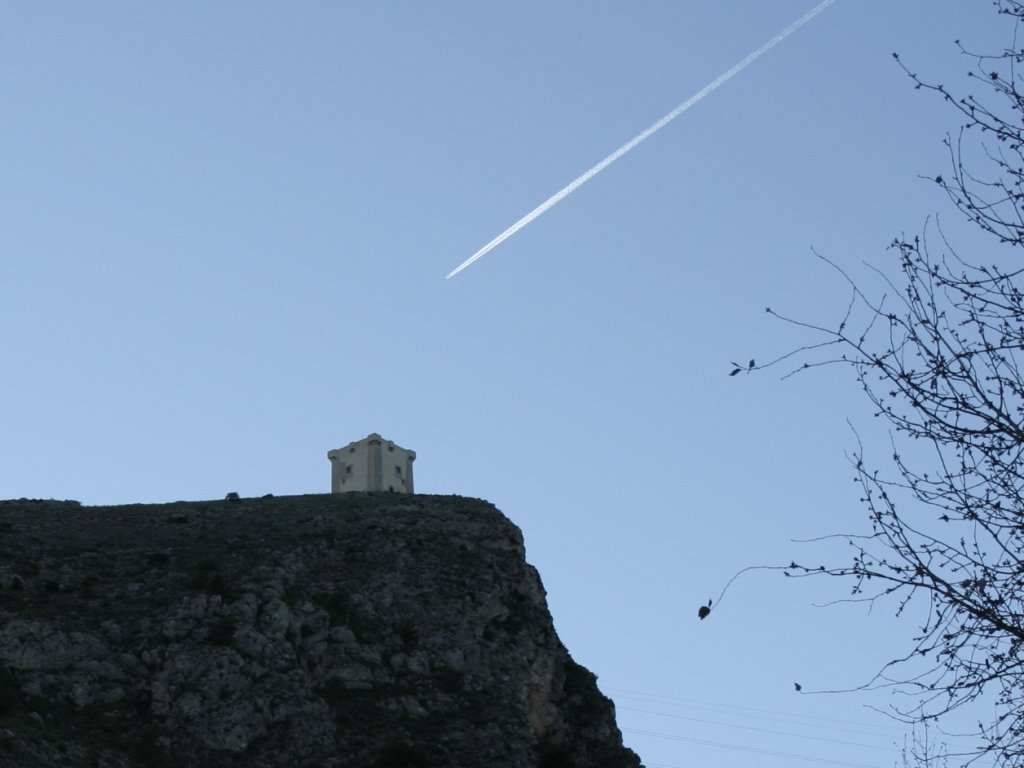
Castelo de Cocentaina, Espanha.

O Castelo de Cocentaina localiza-se no município de Cocentaina, na província de Alicante, comunidade autónoma da Comunidade Valenciana, na Espanha.

## História
No alto do cerro de San Cristobal, remonta a uma fortificação muçulmana.
Foi construído entre o fim do século XIII e o início do século XIV, tendo sido saqueado e incendiado durante a revolta mudéjar de 1303.
Recentemente foi completamente restaurado e, em seu interior encontra-se uma exposição com os artefactos arqueológicos encontrados na região.

## Características
Em estilo gótico, trata-se de uma grande torre de planta quadrada, com 13,5 metros de lado por 12 metros de altura, em alvenaria de pedra, que se ergue a 752 metros acima do nível do mar. Todos os elementos importantes estão construídos em silharia. Internamente divide-se em dois pavimentos: no inferior, um vestíbulo com uma cisterna e duas seteiras, uma sala quadrangular e outra retangular; no primeiro pavimento repetem-se as salas porém com janelas geminadas para o exterior. A parte superior constitui um terraço.